# Coppa del Mondo di rugby a 13 2000
La Coppa del Mondo di rugby a 13 2000 è stata la dodicesima edizione della massima competizione internazionale del rugby a 13 ed è stata disputata in Gran Bretagna, Irlanda e Francia. Vi hanno partecipato 16 nazionali raggruppate in quattro gruppi da quattro squadre. Le prime due classificate di ogni gruppo hanno avuto accesso ai quarti di finale.
In base al successo della precedente edizione si è deciso di allargare ulteriormente il formato portandolo a 16 squadre partecipanti. Questa edizione non ha comunque riscontrato un grande successo e ha generato un certo numero di critiche: in particolare l'inclusione nel torneo degli Aotearoa Māori, selezione neozelandese di etnia Maori a cui era stato promesso un posto durante la Super League war, e del Libano, squadra formata interamente da australiani di origine libanese, ha scatenato commenti sarcastici da parte dei media. In questa edizione hanno anche debuttato Irlanda, Scozia, Isole Cook e Russia.
Nella finale giocata all'Old Trafford, a Manchester, si sono affrontate Australia e Nuova Zelanda. L'Australia, che ha vinto tutte le partite disputate, si è imposta 40-12 contro i neozelandesi vincendo così il suo sesto titolo consecutivo.

## Gruppo 1

### Risultati
| Londra 28 ottobre 2000 | Inghilterra | 2 – 22 | Australia | Stadio di Twickenham (33.758 spett.) |

| Hull 29 ottobre 2000 | Figi | 38 – 12 | Russia | Craven Park (2.187 spett.) |

| Gateshead 1º novembre 2000 | Australia | 66 – 8 | Figi | Gateshead International Stadium (4.197 spett.) |

| St Helens 1º novembre 2000 | Inghilterra | 76 – 4 | Russia | Knowsley Road (5.736 spett.) |

| Hull 4 novembre 2000 | Australia | 110 – 4 | Russia | The Boulevard (3.044 spett.) |

| Leeds 4 novembre 2000 | Inghilterra | 66 – 10 | Figi | Headingley (14.041 spett.) |

### Classifica
| Squadra     | Giocate | Vinte | Pareggiate | Perse | A favore | Contro | Differenza | Punti |
| ----------- | ------- | ----- | ---------- | ----- | -------- | ------ | ---------- | ----- |
| Australia   | 3       | 3     | 0          | 0     | 198      | 14     | +184       | 6     |
| Inghilterra | 3       | 2     | 0          | 1     | 144      | 36     | +108       | 4     |
| Figi        | 3       | 1     | 0          | 2     | 56       | 144    | -88        | 2     |
| Russia      | 3       | 0     | 0          | 3     | 20       | 224    | −204       | 0     |

## Gruppo 2

### Risultati
| Gloucester 29 ottobre 2000 | Nuova Zelanda | 64 – 0 | Libano | Stadio di Kingsholm (2.496 spett.) |

| Wrexham 29 ottobre 2000 | Galles | 38 – 6 | Isole Cook | Racecourse Ground (5.016 spett.) |

| Reading 2 novembre 2000 | Nuova Zelanda | 84 – 10 | Isole Cook | Madejski Stadium (3.982 spett.) |

| Llanelli 2 novembre 2000 | Galles | 24 – 22 | Libano | Stradey Park (1.497 spett.) |

| Cardiff 5 novembre 2000 | Isole Cook | 22 – 22 | Libano | Millennium Stadium (17.612 spett.) |

| Cardiff 5 novembre 2000 | Galles | 18 – 58 | Nuova Zelanda | Millennium Stadium (17.612 spett.) |

### Classifica
| Squadra       | Giocate | Vinte | Pareggiate | Perse | A favore | Contro | Differenza | Punti |
| ------------- | ------- | ----- | ---------- | ----- | -------- | ------ | ---------- | ----- |
| Nuova Zelanda | 3       | 3     | 0          | 0     | 206      | 28     | +178       | 6     |
| Galles        | 3       | 2     | 0          | 1     | 80       | 86     | -6         | 4     |
| Libano        | 3       | 0     | 1          | 2     | 44       | 110    | -66        | 1     |
| Isole Cook    | 3       | 0     | 1          | 2     | 38       | 144    | -106       | 1     |

## Gruppo 3

### Risultati
| Parigi 28 ottobre 2000 | Francia | 20 – 23 | Papua Nuova Guinea | Stade Charléty (7.498 spett.) |

| Parigi 28 ottobre 2000 | Tonga | 66 – 18 | Sudafrica | Stade Charléty (7.498 spett.) |

| Carcassonne 1º novembre 2000 | Francia | 28 – 8 | Tonga | Stade d'Albert Domec (10.288 spett.) |

| Tolosa 2 novembre 2000 | Papua Nuova Guinea | 16 – 0 | Sudafrica | Stadio Ernest Wallon (4.313 spett.) |

| Tolosa 5 novembre 2000 | Francia | 56 – 6 | Sudafrica | Stade Municipal (7.969 spett.) |

| Tolosa 6 novembre 2000 | Papua Nuova Guinea | 30 – 22 | Tonga | Stade Municipal (3.666 spett.) |

### Classifica
| Squadra            | Giocate | Vinte | Pareggiate | Perse | A favore | Contro | Differenza | Punti |
| ------------------ | ------- | ----- | ---------- | ----- | -------- | ------ | ---------- | ----- |
| Papua Nuova Guinea | 3       | 3     | 0          | 0     | 69       | 42     | +27        | 6     |
| Francia            | 3       | 2     | 0          | 1     | 104      | 37     | +67        | 4     |
| Tonga              | 3       | 1     | 0          | 2     | 96       | 76     | +20        | 2     |
| Sudafrica          | 3       | 0     | 0          | 3     | 24       | 138    | -114       | 0     |

## Gruppo 4

### Risultati
| Belfast 28 ottobre 2000 | Irlanda | 30 – 16 | Samoa | Windsor Park (3.207 spett.) |

| Glasgow 29 ottobre 2000 | Scozia | 16 – 17 | Aotearoa Māori | Firhill Stadium (2.008 spett.) |

| Dublino 1º novembre 2000 | Irlanda | 18 – 6 | Scozia | Tolka Park (1.782 spett.) |

| Workington 1º novembre 2000 | Samoa | 21 – 16 | Aotearoa Māori | Derwent Park (4.107 spett.) |

| Dublino 4 novembre 2000 | Irlanda | 30 – 16 | Aotearoa Māori | Tolka Park (3.164 spett.) |

| Edimburgo 5 novembre 2000 | Scozia | 12 – 20 | Samoa | Tynecastle Stadium (1.579 spett.) |

### Classifica
| Squadra        | Giocate | Vinte | Pareggiate | Perse | A favore | Contro | Differenza | Punti |
| -------------- | ------- | ----- | ---------- | ----- | -------- | ------ | ---------- | ----- |
| Irlanda        | 3       | 3     | 0          | 0     | 78       | 38     | +40        | 6     |
| Samoa          | 3       | 2     | 0          | 1     | 57       | 58     | -1         | 4     |
| Aotearoa Māori | 3       | 1     | 0          | 2     | 49       | 67     | -18        | 2     |
| Scozia         | 3       | 0     | 0          | 3     | 34       | 55     | -21        | 0     |

## Quarti di finale
| Watford 11 novembre 2000 | Australia | 66 – 10 | Samoa | Vicarage Road (5.404 spett.) |

| Leeds 11 novembre 2000 | Inghilterra | 26 – 16 | Irlanda | Headingley (15.405 spett.) |

| Castleford 12 novembre 2000 | Nuova Zelanda | 54 – 6 | Francia | Wheldon Road (5.158 spett.) |

| Widnes 12 novembre 2000 | Galles | 22 – 8 | Papua Nuova Guinea | Halton Stadium (5.211 spett.) |

## Semifinali
| Bolton 18 novembre 2000 | Inghilterra | 6 – 49 | Nuova Zelanda | Reebok Stadium (16.032 spett.) |

| Huddersfield 19 novembre 2000 | Australia | 46 – 22 | Galles | McAlpine Stadium (8.114 spett.) |

## Finale
| Manchester 25 novembre 2000 | Australia | 40 – 12 | Nuova Zelanda | Old Trafford (44.329 spett.) |